# Elijah Campbell
Elijah Xavier Campbell (Manchester, 2 agosto 2004) è un calciatore inglese, difensore dell'Everton.

## Carriera

### Club
Cresciuto nel settore giovanile dell'Everton, con cui ha esordito tra i professionisti partecipando al Football League Trophy (disputandovi 9 partite con l'Under-21 del club di Liverpool tra il 2021 ed il 2024), ha firmato il suo primo contratto professionistico con le Toffees nel giugno del 2022. Il 1º febbraio 2024 è stato ceduto in prestito al Fleetwood Town dove ha debuttato due giorni dopo nell'incontro di Football League One vinto 3-0 contro il Port Vale.
Il 29 agosto 2024, dopo un'ulteriore presenza in partite ufficiali (precisamente nella rinata National League Cup) con l'Under-21 dell'Everton, è passato in prestito al Ross County, club della prima divisione scozzese, fino al termine della stagione 2024-2025.

### Nazionale
Ha giocato con le nazionali giovanili inglesi Under-18 ed Under-20.

## Statistiche

### Presenze e reti nei club
Statistiche aggiornate al 23 aprile 2025.
| Stagione        | Squadra         | Campionato      | Campionato | Campionato | Coppe nazionali | Coppe nazionali | Coppe nazionali | Coppe continentali | Coppe continentali | Coppe continentali | Altre coppe | Altre coppe | Altre coppe | Totale | Totale |
| Stagione        | Squadra         | Comp            | Pres       | Reti       | Comp            | Pres            | Reti            | Comp               | Pres               | Reti               | Comp        | Pres        | Reti        | Pres   | Reti   |
| --------------- | --------------- | --------------- | ---------- | ---------- | --------------- | --------------- | --------------- | ------------------ | ------------------ | ------------------ | ----------- | ----------- | ----------- | ------ | ------ |
| 2021-2022       | Everton U-21    | -               | -          | -          | -               | -               | -               | -                  | -                  | -                  | FAT         | 3           | 0           | 3      | 0      |
| 2022-2023       | Everton U-21    | -               | -          | -          | -               | -               | -               | -                  | -                  | -                  | FAT         | 3           | 0           | 3      | 0      |
| 2023-2024       | Everton U-21    | -               | -          | -          | -               | -               | -               | -                  | -                  | -                  | FAT         | 3           | 0           | 3      | 0      |
| 2023-2024       | Fleetwood Town  | FL1             | 12         | 0          | FACup+CdL       | 0               | 0               | -                  | -                  | -                  | FLT         | 0           | 0           | 12     | 0      |
| ago. 2024       | Everton U-21    | -               | -          | -          | -               | -               | -               | -                  | -                  | -                  | NLC         | 1           | 0           | 1      | 0      |
| 2024-2025       | Ross County     | SP              | 26         | 1          | CS+CdL          | 1+0             | 0               | -                  | -                  | -                  | -           | -           | -           | 27     | 1      |
| Totale carriera | Totale carriera | Totale carriera | 38         | 1          |                 | 1               | 0               |                    | -                  | -                  |             | 10          | 0           | 49     | 1      |